# 大野郵便局 (福井県)
大野郵便局（おおのゆうびんきょく）は、福井県大野市陽明町にある郵便局。民営化前の分類では集配普通郵便局であった。局番号は33082。

## 概要
住所：〒912-8799 福井県大野市陽明町2-210

### 出張所（局外ATM）
民営化後は、ゆうちょ銀行金沢支店の出張所となっている。
- ショッピングモール・ヴィオ内出張所（ATM）
- 大野リブレ内出張所（ATM）

## 沿革
- 1872年8月5日（明治5年7月2日） - 大野郵便役所として開設[1]。
- 1875年（明治8年）1月1日 - 大野郵便局（四等）となる。同年、為替取扱を開始。
- 1879年（明治12年） - 貯金取扱を開始。
- 1891年（明治24年）11月16日 - 大野郵便電信局となる。
- 1903年（明治36年）4月1日 - 通信官署官制の施行に伴い大野郵便局となる。
- 2003年（平成15年）6月16日 - 上庄郵便局から集配業務を移管。
- 2006年（平成18年）10月2日 - 阪谷郵便局（〒912-0199→〒912-0149）から集配業務を移管。
- 2007年（平成19年）10月1日 - 民営化に伴い、併設された郵便事業大野支店に一部業務を移管。
- 2012年（平成24年）10月1日 - 日本郵便株式会社発足に伴い、郵便事業大野支店を大野郵便局に統合。
- 2016年（平成28年）3月14日 - 下穴馬郵便局（〒912-0299→〒912-0205）から集配業務を移管。

## 取扱内容
- 郵便、印紙、ゆうパック、内容証明
- 貯金、為替、振替、振込、国際送金、外貨両替・トラベラーズチェック、国債、投資信託
- 生命保険、バイク自賠責保険、自動車保険、がん保険、引受条件緩和型医療保険
- ゆうちょ銀行ATM
- 大野市内の全域（〒912-00xx,912-01xx,912-02xx,912-04xx,912-08xx,912-8xxx）の集配業務
- ゆうゆう窓口

## 周辺
- 大野市立陽明中学校

## アクセス
- JR越美北線（九頭竜線） 越前大野駅から徒歩約16分
- 京福バス 大野三番停留所から徒歩約10分
- 国道157号 中挟交差点を西へ折れてすぐ
- 駐車場あり：10台